# Жалюкас, Марюс
Ма́рюс Жалю́кас (лит. Marius Žaliūkas; 10 ноября 1983, Каунас — 31 октября 2020, там же) — литовский футболист, защитник.

## Биография
Родился 10 ноября 1983 в Каунасе.

### Карьера

#### Клубная
Марюс Жалюкас начал свою карьеру в родном городе, где выступал за «Инкарас» и «Каунас». В 2004 году перешёл в другой литовский клуб «Шилуте» и спустя год вернулся обратно в «Каунас».
В 2006 году Жалюкас подписал контракт с шотландским клубом «Харт оф Мидлотиан», став на тот момент пятым литовцем в команде. Дебют в клубе состоялся 26 августа 2006 года, в котором «Хартс» разгромили «Инвернесс Каледониан Тисл» со счётом 4:1. Жалюкас являлся обладателем Кубка Шотландии сезона 2011/12. В октябре 2013 года подписал контракт с английским «Лидс Юнайтед» на один сезон. Завершил карьеру в вильнюсском «Жальгирисе», во второй раз став чемпионом Литвы.

#### В сборной
Выступал за молодёжную сборную страны. Впервые в национальную сборную был вызван из клуба «Каунас».
Скончался 31 октября 2020 года в Каунасе.

## Достижения
- Чемпион Литвы: 2006, 2016
- Обладатель Кубка Литвы: 2016
- Обладатель Кубка Шотландии: 2012